# 임혁백
임혁백(任爀伯)은 대한민국의 정치학자이다. 고려대학교 정치외교학과 명예교수 겸 동 대학교 정책대학원장, 광주과학기술원(Gwangju Institute of Science and Technology, GIST) 석좌교수를 역임했다. 
경상북도 경주시에서 출생하였으며, 서울대학교 정치학과를 나와 미국 시카고대학교에서 정치학 석사, 박사 학위를 얻었다. 당시 지도교수는 미국의 정치학자인 아담 쉐보르스키(Adam Przeworski)이다. 미국 듀크대, 조지타운대에서 초빙교수와 미국 국립 민주주의 기부재단(National Endowment for Democracy)에서 초빙연구원을 역임하였다. 이화여자대학교 정외과 교수로 활동하다가 1998년 고려대로 이적하였다.
고려대에서 '정치경제론', '국가와 시민사회' 등을 강의했으며, 과거부터 여러 권의 책을 저술하였다. 주 연구 분야는 비교정치와 정치경제학이다. 노사정 협약에도 관심이 많다.
2023년 12월, 제22대 국회의원 선거를 대비한 더불어민주당 공천관리위원장에 임명되었다. 강선우 민주당 대변인은 "민주주의 석학으로 손꼽히는 분으로, 한국 정치사 현장과 함께했고 한국 정치를 이론화해서 갈 길을 제시한 분으로 유명하다."며 임명 이유를 밝혔다.